# Natação no Campeonato Mundial de Esportes Aquáticos de 2009 - 50 m livre feminino
A prova dos 50 metros livre feminino da natação no Campeonato Mundial de Esportes Aquáticos de 2009 ocorreu nos dias 1 e 2 de agosto no Stadio del Nuoto em Roma.

## Recordes
Antes desta competição, os recordes mundiais e do campeonato nesta prova eram os seguintes:
| Tipo                  | Atleta           | Tempo | Local    | Data                | Ref |
| --------------------- | ---------------- | ----- | -------- | ------------------- | --- |
|                       | Marleen Veldhuis | 20,94 | Amsterdã | 19 de abril de 2009 | ver |
| Recorde do campeonato | Inge de Bruijn   | 21,69 | Fukuoka  | 28 de julho de 2001 | ver |

## Medalhistas

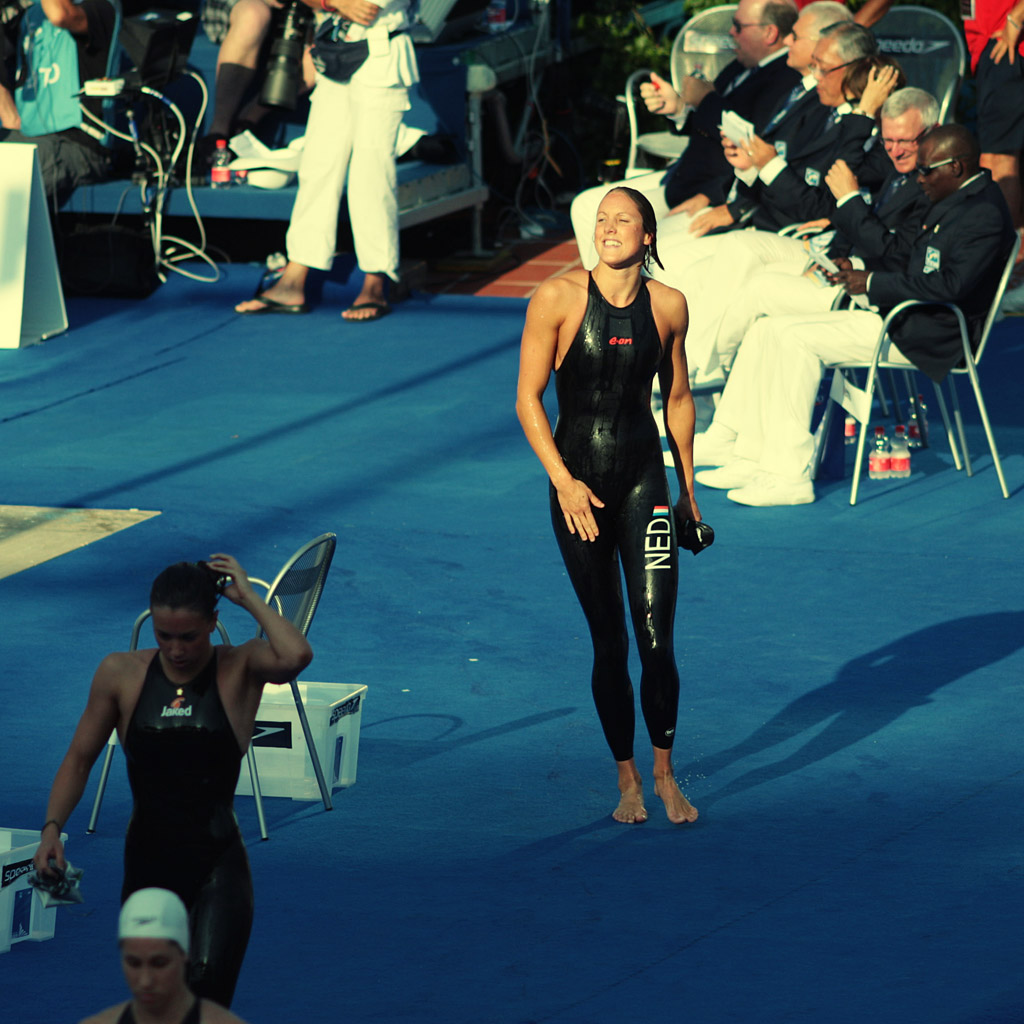
Marleen Veldhuis, medalhista de bronze.

| Ouro                 | Prata                   | Bronze                                       |
| Britta Steffen (GER) | Therese Alshammar (SWE) | Cate Campbell (AUS) · Marleen Veldhuis (NED) |

## Resultados

### Eliminatórias
Estes são os resultados das eliminatórias:
| Pos. | Atleta                         | Tempo | Bateria | Raia | Notas                 |
| ---- | ------------------------------ | ----- | ------- | ---- | --------------------- |
| 1    | AUS Cate Campbell              | 24.24 | 17      | 5    | Recorde do campeonato |
| 2    | SWE Therese Alshammar          | 24.30 | 18      | 5    |                       |
| 3    | USA Amanda Weir                | 24.36 | 18      | 6    |                       |
| 4    | NED Marleen Veldhuis           | 24.41 | 18      | 4    |                       |
| 5    | GER Britta Steffen             | 24.42 | 18      | 3    |                       |
| 6    | GBR Fran Halsall               | 24.47 | 17      | 3    |                       |
| 7    | USA Dara Torres                | 24.67 | 17      | 4    |                       |
| 8    | DEN Jeanette Ottesen           | 24.72 | 16      | 6    |                       |
| 9    | AUS Lisbeth Trickett           | 24.74 | 16      | 4    |                       |
| 10   | NED Hinkelien Schreuder        | 24.78 | 16      | 5    |                       |
| 11   | BLR Aleksandra Gerasimenya     | 24.85 | 17      | 6    |                       |
| 12   | FRA Malia Metella              | 25.01 | 16      | 3    |                       |
| 13   | VEN Arlene Semeco              | 25.11 | 17      | 2    |                       |
| 14   | CAN Victoria Poon              | 25.15 | 18      | 7    |                       |
| 15   | FIN Hanna-Maria Seppala        | 25.17 | 17      | 7    |                       |
| 16   | BLR Svetlana Khokhlova         | 25.19 | 16      | 7    |                       |
| 17   | SRB Miroslava Najdanovski      | 25.21 | 15      | 6    |                       |
| 18   | SWE Josefin Lillhage           | 25.23 | 17      | 8    |                       |
| 19   | UKR Dar'ya Stepanyuk           | 25.32 | 18      | 1    |                       |
| 20   | EST Triin Aljand               | 25.33 | 18      | 8    |                       |
| 21   | CHN Yanwei Xu                  | 25.41 | 16      | 8    |                       |
| 22   | RUS Anastasia Aksenova         | 25.46 | 17      | 1    |                       |
| 23   | JPN Misaki Yamaguchi           | 25.47 | 18      | 9    |                       |
| 24   | UKR Oksana Serikova            | 25.48 | 17      | 9    |                       |
| 25   | BRA Flávia Delaroli            | 25.54 | 16      | 2    |                       |
| 26   | ISL R. Ragnarsdottir           | 25.55 | 15      | 3    |                       |
| 26   | BAH Arianna Vanderpool-Wallace | 25.55 | 16      | 0    |                       |
| 28   | SVK Martina Moravcova          | 25.63 | 15      | 5    |                       |
| 29   | BRA Tatiana Lemos              | 25.64 | 15      | 4    |                       |
| 30   | MEX Liliana Ibanez             | 25.70 | 15      | 1    |                       |
| 30   | SIN Xiang Qi Amanda Lim        | 25.70 | 15      | 9    |                       |

| Ver o restante da classificação | Ver o restante da classificação | Ver o restante da classificação | Ver o restante da classificação | Ver o restante da classificação | Ver o restante da classificação | Ver o restante da classificação |
| Pos.                            | Atleta                          | Tempo                           | Bateria                         | Raia                            | Notas                           |                                 |
| ------------------------------- | ------------------------------- | ------------------------------- | ------------------------------- | ------------------------------- | ------------------------------- | ------------------------------- |
| 32                              | POL Katarzyna Wilk              | 25.71                           | 18                              | 0                               |                                 |                                 |
| 33                              | ITA Gigliola Tecchio            | 25.74                           | 15                              | 7                               |                                 |                                 |
| 34                              | PUR Vanessa Garcia Vega         | 25.78                           | 15                              | 0                               |                                 |                                 |
| 34                              | BEL Jolien Sysmans              | 25.78                           | 17                              | 0                               |                                 |                                 |
| 36                              | NOR Henriette Brekke            | 25.81                           | 14                              | 4                               |                                 |                                 |
| 36                              | GBR Emma Wilkins                | 25.81                           | 16                              | 9                               |                                 |                                 |
| 38                              | TRI Sharntelle Mc Lean          | 25.92                           | 14                              | 8                               |                                 |                                 |
| 39                              | ITA Cristina Chiuso             | 25.93                           | 16                              | 1                               |                                 |                                 |
| 40                              | CAN Heather Maclean             | 25.94                           | 13                              | 8                               |                                 |                                 |
| 41                              | JAM Natasha Moodie              | 25.95                           | 15                              | 8                               |                                 |                                 |
| 42                              | AUT Fabienne Nadarajah          | 25.97                           | 14                              | 5                               |                                 |                                 |
| 42                              | KOR Jae Young Lee               | 25.97                           | 14                              | 3                               |                                 |                                 |
| 44                              | SIN Ting Wen Quah               | 26.05                           | 15                              | 2                               |                                 |                                 |
| 45                              | CZE Petra Klosova               | 26.06                           | 13                              | 5                               |                                 |                                 |
| 46                              | NOR Cecilie Johannessen         | 26.09                           | 12                              | 3                               |                                 |                                 |
| 47                              | IRL Clare Dawson                | 26.20                           | 12                              | 4                               |                                 |                                 |
| 47                              | ECU Loren Yamile Bahamonde      | 26.20                           | 13                              | 9                               |                                 |                                 |
| 49                              | SLO Nina Drolc                  | 26.22                           | 14                              | 2                               |                                 |                                 |
| 50                              | FIN RiiaRosa Koskelainen        | 26.24                           | 13                              | 1                               |                                 |                                 |
| 51                              | BEL Annelies De Mare            | 26.27                           | 13                              | 3                               |                                 |                                 |
| 52                              | SLO Nina Sovinek                | 26.30                           | 14                              | 1                               |                                 |                                 |
| 52                              | ARG Nadia Colovini              | 26.30                           | 14                              | 9                               |                                 |                                 |
| 54                              | JPN Yayoi Matsumoto             | 26.36                           | 14                              | 6                               |                                 |                                 |
| 55                              | IRL Fiona Doyle                 | 26.38                           | 13                              | 2                               |                                 |                                 |
| 55                              | THA Natthanan Junkrajang        | 26.38                           | 13                              | 7                               |                                 |                                 |
| 57                              | ZIM Nicole Horn                 | 26.39                           | 12                              | 2                               |                                 |                                 |
| 58                              | LTU Grite Apanaviciute          | 26.43                           | 13                              | 4                               |                                 |                                 |
| 59                              | SVK Katarina Listopadova        | 26.46                           | 13                              | 0                               |                                 |                                 |
| 60                              | LTU Rugile Mileisyte            | 26.48                           | 14                              | 0                               |                                 |                                 |
| 61                              | VEN Ximena Vilar                | 26.52                           | 11                              | 5                               |                                 |                                 |
| 62                              | HKG Hiu Wai Sherry Tsai         | 26.56                           | 13                              | 6                               |                                 |                                 |
| 63                              | CZE Aneta Pechancova            | 26.58                           | 12                              | 7                               |                                 |                                 |
| 64                              | ALG Fella Bennaceur             | 26.64                           | 11                              | 4                               |                                 |                                 |
| 65                              | COL Erika Layne Stewardt        | 26.72                           | 7                               | 6                               |                                 |                                 |
| 66                              | EGY Farida Osman                | 26.77                           | 11                              | 3                               |                                 |                                 |
| 67                              | BER Kiera Aitken                | 26.83                           | 11                              | 9                               |                                 |                                 |
| 68                              | PNG AnnaLiza Mopiojane          | 26.84                           | 12                              | 5                               |                                 |                                 |
| 69                              | SUR Chinyere Pigot              | 26.88                           | 11                              | 8                               |                                 |                                 |
| 70                              | BAH Teisha Lightbourne          | 26.97                           | 11                              | 2                               |                                 |                                 |
| 71                              | HKG Hang Yu Sze                 | 26.98                           | 12                              | 1                               |                                 |                                 |
| 72                              | ZIM Kimberley Eeson             | 27.07                           | 11                              | 1                               |                                 |                                 |
| 73                              | ESA Pamela Benitez              | 27.13                           | 11                              | 6                               |                                 |                                 |
| 73                              | MAS Chii Lin Leung              | 27.13                           | 12                              | 8                               |                                 |                                 |
| 75                              | LUX Christine Mailliet          | 27.18                           | 10                              | 2                               |                                 |                                 |
| 76                              | ARU Ashley Bransford            | 27.20                           | 10                              | 6                               |                                 |                                 |
| 76                              | PUR Coral Del M. Lopez Rosario  | 27.20                           | 12                              | 0                               |                                 |                                 |
| 78                              | SUR Nishani Cicilson            | 27.22                           | 9                               | 5                               |                                 |                                 |
| 79                              | COL Juanita Barreto Barreto     | 27.31                           | 12                              | 9                               |                                 |                                 |
| 80                              | CRC Marie Laura Meza            | 27.33                           | 9                               | 8                               |                                 |                                 |
| 81                              | NCA Dalia Torrez                | 27.36                           | 9                               | 4                               |                                 |                                 |
| 82                              | LIB Amina Meho                  | 27.37                           | 14                              | 7                               |                                 |                                 |
| 83                              | ECU Diana Chang                 | 27.40                           | 10                              | 1                               |                                 |                                 |
| 84                              | CRC Marianela Quesada           | 27.43                           | 9                               | 3                               |                                 |                                 |
| 84                              | UZB Yulduz Kuchkarova           | 27.43                           | 10                              | 7                               |                                 |                                 |
| 86                              | AHO Silvie Ketelaars            | 27.45                           | 10                              | 5                               |                                 |                                 |
| 87                              | SMR Clelia Tini                 | 27.49                           | 11                              | 0                               |                                 |                                 |
| 88                              | FRO Shaila Millum Gardarnar     | 27.50                           | 10                              | 3                               |                                 |                                 |
| 89                              | MOZ Monica Bernardo             | 27.75                           | 7                               | 9                               |                                 |                                 |
| 89                              | HON Sharon P. Fajardo Sierra    | 27.75                           | 10                              | 4                               |                                 |                                 |
| 91                              | JOR Razan Taha                  | 27.81                           | 9                               | 6                               |                                 |                                 |
| 92                              | FRO Birita Debes                | 27.93                           | 4                               | 7                               |                                 |                                 |
| 93                              | AZE Natalya Filina              | 27.94                           | 11                              | 7                               |                                 |                                 |
| 94                              | KEN Sylvia Brunlehner           | 27.95                           | 8                               | 8                               |                                 |                                 |
| 95                              | MAC Cheok Mei Ma                | 27.97                           | 10                              | 9                               |                                 |                                 |
| 96                              | TPE Sheng-Yo Ting               | 27.99                           | 9                               | 9                               |                                 |                                 |
| 97                              | SYR Baean Jouma                 | 28.04                           | 8                               | 7                               |                                 |                                 |
| 97                              | IND Chittaranjan Shubha         | 28.04                           | 9                               | 7                               |                                 |                                 |
| 97                              | MLT Talisa Pace                 | 28.04                           | 10                              | 0                               |                                 |                                 |
| 100                             | JOR Miriam Hatamleh             | 28.10                           | 9                               | 2                               |                                 |                                 |
| 101                             | BOL Karen M. Torrez Guzman      | 28.11                           | 9                               | 1                               |                                 |                                 |
| 102                             | SEN Ouleye Diallo               | 28.15                           | 8                               | 9                               |                                 |                                 |
| 103                             | BRU Amanda Jia Xin Liew         | 28.23                           | 6                               | 8                               |                                 |                                 |
| 104                             | MLT Melinda Sue Micallef        | 28.28                           | 8                               | 5                               |                                 |                                 |
| 105                             | MAC Chi Yan Tan                 | 28.30                           | 8                               | 6                               |                                 |                                 |
| 106                             | AHO Nilshaira Isenia            | 28.32                           | 8                               | 4                               |                                 |                                 |
| 107                             | SEN Khadidiatou Dieng           | 28.39                           | 6                               | 6                               |                                 |                                 |
| 107                             | TPE Ting Chen                   | 28.39                           | 8                               | 0                               |                                 |                                 |
| 109                             | PNG Judith Ilan Meauri          | 28.49                           | 6                               | 7                               |                                 |                                 |
| 110                             | IND Talasha Prabhu              | 28.53                           | 8                               | 1                               |                                 |                                 |
| 111                             | SWZ Kathryn Millin              | 28.55                           | 7                               | 2                               |                                 |                                 |
| 112                             | PYF Noelyn Faussane             | 28.57                           | 7                               | 4                               |                                 |                                 |
| 113                             | LCA Siona Huxley                | 28.59                           | 7                               | 5                               |                                 |                                 |
| 114                             | FIJ Cheyenne Rova               | 28.60                           | 6                               | 4                               |                                 |                                 |
| 115                             | FIJ Adele Rova                  | 28.66                           | 5                               | 5                               |                                 |                                 |
| 116                             | GRN Sophia Noel                 | 28.68                           | 8                               | 3                               |                                 |                                 |
| 116                             | SEY Shannon Austin              | 28.68                           | 9                               | 0                               |                                 |                                 |
| 118                             | NAM Christine Briedenhann       | 28.71                           | 7                               | 3                               |                                 |                                 |
| 119                             | BOL Graciela Peinado Ibanez     | 28.98                           | 6                               | 5                               |                                 |                                 |
| 120                             | KEN Pina Ercolano               | 29.02                           | 6                               | 1                               |                                 |                                 |
| 121                             | NGR Ifiezibe Gagbe              | 29.03                           | 5                               | 3                               |                                 |                                 |
| 122                             | ARM Anahit Barseghyan           | 29.12                           | 6                               | 3                               |                                 |                                 |
| 123                             | ALB Rovena Marku                | 29.13                           | 8                               | 2                               |                                 |                                 |
| 124                             | MON Amelie Trinquier            | 29.31                           | 4                               | 9                               |                                 |                                 |
| 125                             | MON Angelique Trinquier         | 29.41                           | 6                               | 2                               |                                 |                                 |
| 126                             | MOZ Gessica Stagno              | 29.45                           | 3                               | 3                               |                                 |                                 |
| 127                             | PLE Yara Dowani                 | 29.68                           | 5                               | 7                               |                                 |                                 |
| 128                             | BRN Sameera Albitar             | 29.75                           | 4                               | 5                               |                                 |                                 |
| 129                             | MRI Estelle Li Chuen Cheong     | 29.77                           | 5                               | 1                               |                                 |                                 |
| 130                             | MRI Adeline Mei-Li Tin Hon Ko   | 29.89                           | 7                               | 0                               |                                 |                                 |
| 131                             | UGA Olivia Infield              | 29.95                           | 2                               | 5                               |                                 |                                 |
| 132                             | SRI Kaluarachchilage Don        | 29.97                           | 4                               | 0                               |                                 |                                 |
| 133                             | MAD Estellah Fils Rabetsara     | 29.99                           | 7                               | 8                               |                                 |                                 |
| 134                             | GUY Noelle Anyika Smith         | 30.00                           | 3                               | 4                               |                                 |                                 |
| 135                             | GRN Ayesha Noel                 | 30.01                           | 6                               | 9                               |                                 |                                 |
| 136                             | PAK Kiran Khan                  | 30.06                           | 4                               | 4                               |                                 |                                 |
| 137                             | BRU Maria Grace Koh             | 30.17                           | 5                               | 8                               |                                 |                                 |
| 137                             | LIB Mirella Alam                | 30.17                           | 7                               | 1                               |                                 |                                 |
| 139                             | BAN Doli Akhter                 | 30.19                           | 4                               | 6                               |                                 |                                 |
| 140                             | ASA Rachael C. Glenister        | 30.20                           | 5                               | 9                               |                                 |                                 |
| 141                             | ZAM Danielle Bernadine Findlay  | 30.40                           | 4                               | 2                               |                                 |                                 |
| 142                             | PLW Maria Gibbons               | 30.41                           | 4                               | 8                               |                                 |                                 |
| 143                             | PLE Sabine Hazboun              | 30.62                           | 5                               | 0                               |                                 |                                 |
| 144                             | SRI Miniruwani Samarakoon       | 30.68                           | 4                               | 1                               |                                 |                                 |
| 145                             | CAM Vitiny Hemthon              | 30.95                           | 3                               | 8                               |                                 |                                 |
| 146                             | UGA Jamila Lunkuse              | 30.98                           | 2                               | 6                               |                                 |                                 |
| 147                             | ALB Reni Jani                   | 31.09                           | 5                               | 2                               |                                 |                                 |
| 148                             | FSM Debra Daniel                | 31.12                           | 2                               | 7                               |                                 |                                 |
| 149                             | MGL Gantumur Oyungerel          | 31.15                           | 7                               | 7                               |                                 |                                 |
| 150                             | MHL Julianne Kirchner           | 31.22                           | 4                               | 3                               |                                 |                                 |
| 151                             | TJK Katerina Izmaylova          | 31.31                           | 5                               | 6                               |                                 |                                 |
| 152                             | MGL Enkhjargal Khulan           | 31.46                           | 3                               | 5                               |                                 |                                 |
| 153                             | MGL Khurelbaatar Sainzaya       | 31.47                           | 6                               | 0                               |                                 |                                 |
| 154                             | TAN Mariam Foum                 | 31.65                           | 3                               | 1                               |                                 |                                 |
| 155                             | MHL Melissa Peacock             | 32.12                           | 3                               | 9                               |                                 |                                 |
| 156                             | PAK Rida Mitha                  | 32.28                           | 3                               | 6                               |                                 |                                 |
| 157                             | FSM Rayleen David               | 32.96                           | 2                               | 1                               |                                 |                                 |
| 158                             | TKM Jennet Saryyeva             | 33.02                           | 2                               | 8                               |                                 |                                 |
| 159                             | NEP Shreya Dhital               | 33.37                           | 2                               | 3                               |                                 |                                 |
| 160                             | PLW Antja Flowers               | 33.74                           | 2                               | 4                               |                                 |                                 |
| 161                             | NEP Shaila Rana                 | 33.83                           | 2                               | 2                               |                                 |                                 |
| 162                             | BUR Elisabeth Nikiema           | 34.07                           | 1                               | 2                               |                                 |                                 |
| 163                             | BDI I. Lena Courageuse          | 34.30                           | 2                               | 9                               |                                 |                                 |
| 164                             | BEN Angele Gbenou Mahutin       | 35.04                           | 1                               | 1                               |                                 |                                 |
| 165                             | BDI Uwamahoro Elsie             | 36.56                           | 2                               | 0                               |                                 |                                 |
| 166                             | MLI Awa Keita                   | 37.07                           | 1                               | 6                               |                                 |                                 |
| 167                             | MLI Aicha Oumar Coulibaly       | 37.47                           | 1                               | 3                               |                                 |                                 |
| 168                             | TJK Svetlana Dogadkina          | 39.04                           | 3                               | 0                               |                                 |                                 |
| 169                             | TAN Ishita Hitendra Tanna       | 43.53                           | 1                               | 7                               |                                 |                                 |

### Semifinal
Estes são os resultados das semifinais:
| Pos. | Atleta                     | Bateria | Raia | Tempo | Notas                 |
| ---- | -------------------------- | ------- | ---- | ----- | --------------------- |
| 1    | AUS Cate Campbell          | 2       | 4    | 24.08 | Recorde do campeonato |
| 2    | NED Marleen Veldhuis       | 1       | 5    | 24.20 |                       |
| 3    | GER Britta Steffen         | 2       | 3    | 24.28 |                       |
| 4    | USA Amanda Weir            | 2       | 5    | 24.31 |                       |
| 5    | SWE Therese Alshammar      | 1       | 4    | 24.32 |                       |
| 6    | AUS Lisbeth Trickett       | 2       | 2    | 24.34 |                       |
| 7    | GBR Fran Halsall           | 1       | 3    | 24.42 |                       |
| 8    | USA Dara Torres            | 2       | 6    | 24.43 |                       |
| 9    | FRA Malia Metella          | 1       | 7    | 24.58 |                       |
| 10   | DEN Jeanette Ottesen       | 1       | 6    | 24.62 |                       |
| 11   | BLR Svetlana Khokhlova     | 1       | 8    | 24.69 |                       |
| 11   | BLR Aleksandra Gerasimenya | 2       | 7    | 24.69 |                       |
| 13   | CAN Victoria Poon          | 1       | 1    | 24.75 |                       |
| 14   | VEN Arlene Semeco          | 2       | 1    | 24.76 |                       |
| 15   | NED Hinkelien Schreuder    | 1       | 2    | 24.85 |                       |
| 16   | FIN Hanna-Maria Seppala    | 2       | 8    | 25.09 |                       |

### Final
Estes são os resultados da final:
| Pos.              | Atleta                | Raia | Tempo | Notas           |
| ----------------- | --------------------- | ---- | ----- | --------------- |
| Medalha de ouro   | GER Britta Steffen    | 3    | 23.73 | Recorde mundial |
| Medalha de prata  | SWE Therese Alshammar | 2    | 23.88 |                 |
| Medalha de bronze | AUS Cate Campbell     | 4    | 23.99 |                 |
| Medalha de bronze | NED Marleen Veldhuis  | 5    | 23.99 |                 |
| 5                 | GBR Fran Halsall      | 1    | 24.11 |                 |
| 6                 | AUS Lisbeth Trickett  | 7    | 24.19 |                 |
| 7                 | USA Amanda Weir       | 6    | 24.23 |                 |
| 8                 | USA Dara Torres       | 8    | 24.48 |                 |

## Novos recordes
| Tipo                  | Atleta         | Tempo | Local | Data                | Ref |
| --------------------- | -------------- | ----- | ----- | ------------------- | --- |
|                       | Britta Steffen | 23.73 | Roma  | 2 de agosto de 2009 | ver |
| Recorde do campeonato | Britta Steffen | 23.73 | Roma  | 2 de agosto de 2009 | ver |

Legenda
| Recorde mundial       | Recorde mundial (World record)               |                       | Recorde africano                      | Recorde africano (African) |                                           | Q | Classificado por posição (Qualified) |
| Recorde do campeonato | Recorde do campeonato (Championship record)  | Recorde da América    | Recorde da América (Americas)         | q                          | Classificado por melhor tempo (Qualified) |   |                                      |
| Melhor marca do ano   | Melhor marca do ano (World leading)          | Recorde asiático      | Recorde asiático (Asian)              | DNS                        | Não largou (Did not start)                |   |                                      |
| Recorde nacional      | Recorde nacional (National record)           | Recorde europeu       | Recorde europeu (European)            | DNF                        | Não terminou (Did not finish)             |   |                                      |
| Recorde pessoal       | Recorde pessoal do atleta (Personal best)    | Recorde da Oceania    | Recorde da Oceania (Oceania)          | DSQ / DQ                   | Desclassificado (Disqualified)            |   |                                      |
| Recorde da temporada  | Recorde da temporada do atleta (Season best) | Recorde sul-americano | Recorde sul-americano (South America) | NM                         | Sem marca (No mark)                       |   |                                      |